# Toxorhina fumipennis
Toxorhina fumipennis är en tvåvingeart som beskrevs av Alexander 1936. Toxorhina fumipennis ingår i släktet Toxorhina och familjen småharkrankar. Inga underarter finns listade i Catalogue of Life.